# Rue de la Roquette
La rue de la Roquette est une voie des faubourgs de l'est de Paris, en France, qui permettait de rejoindre le couvent des Hospitalières de la Roquette depuis la porte Saint-Antoine.

## Situation et accès
La rue de la Roquette est une longue voie du 11e arrondissement de Paris d'environ 1,5 km. Aujourd'hui dans le 11e arrondissement, elle relie la place de la Bastille au cimetière du Père-Lachaise.
Ce site est desservi par les stations de métro Bastille et Voltaire.

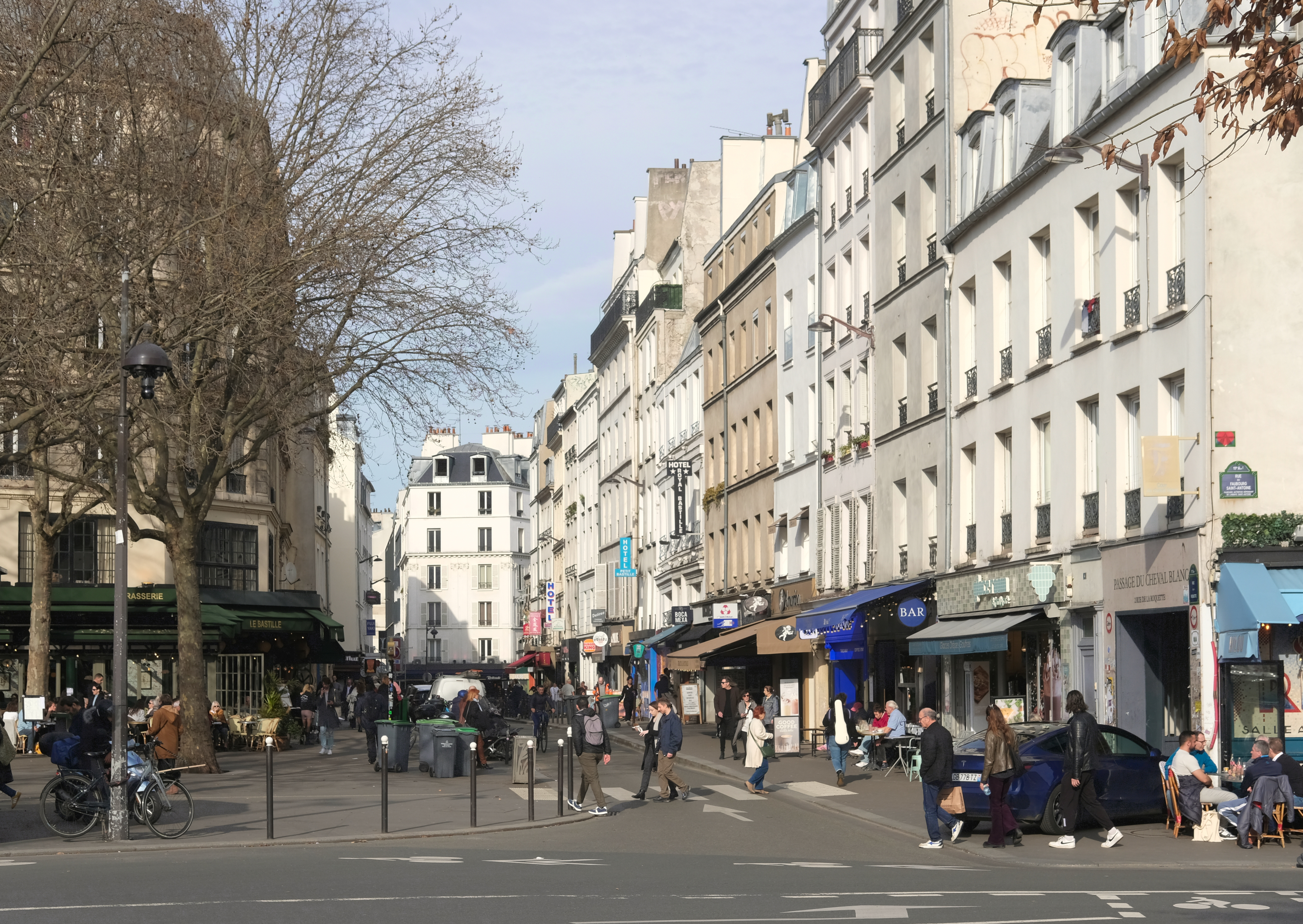
Le bas de la rue, vu depuis la place de la Bastille.
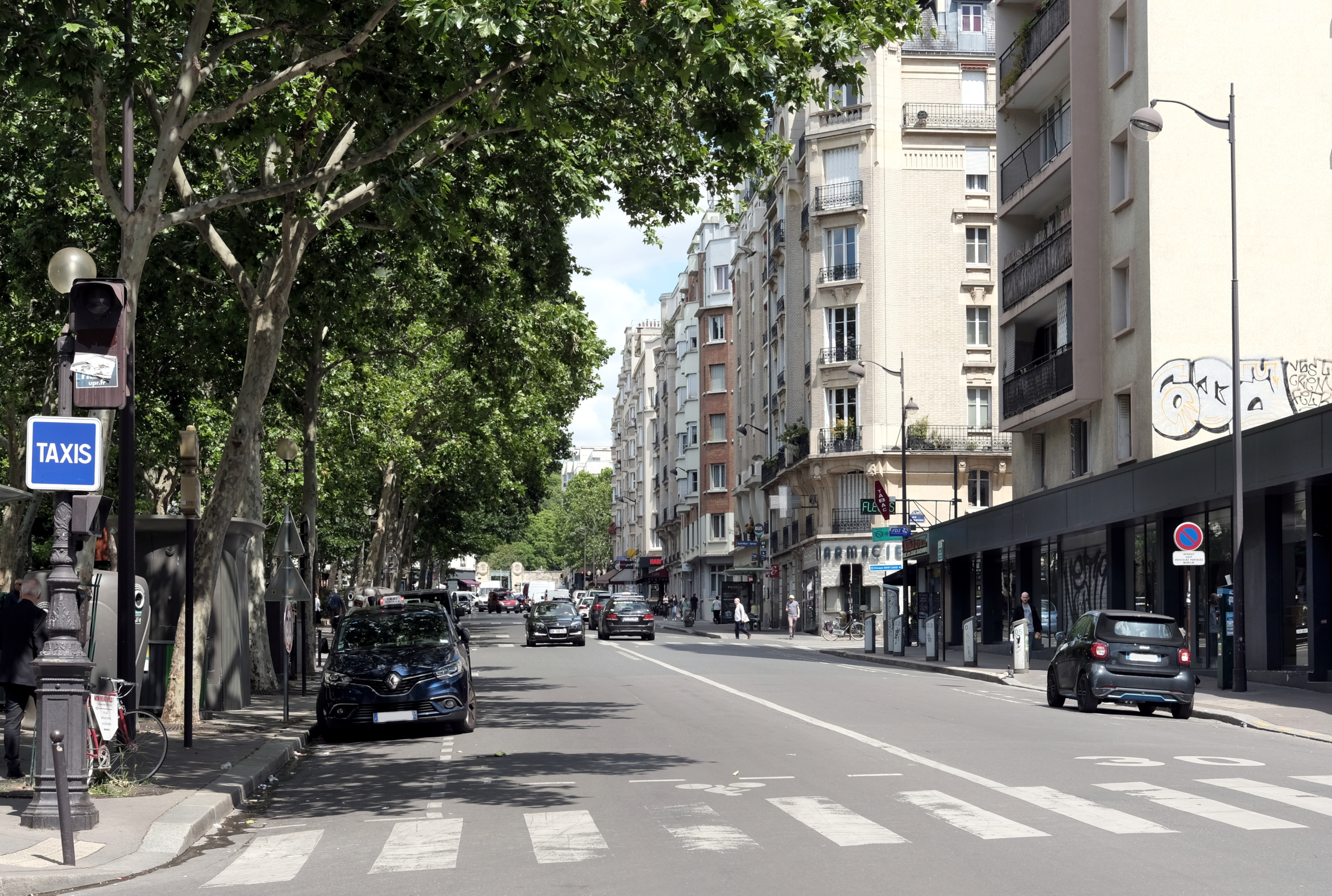
Le haut de la rue, vu en direction du Père-Lachaise.
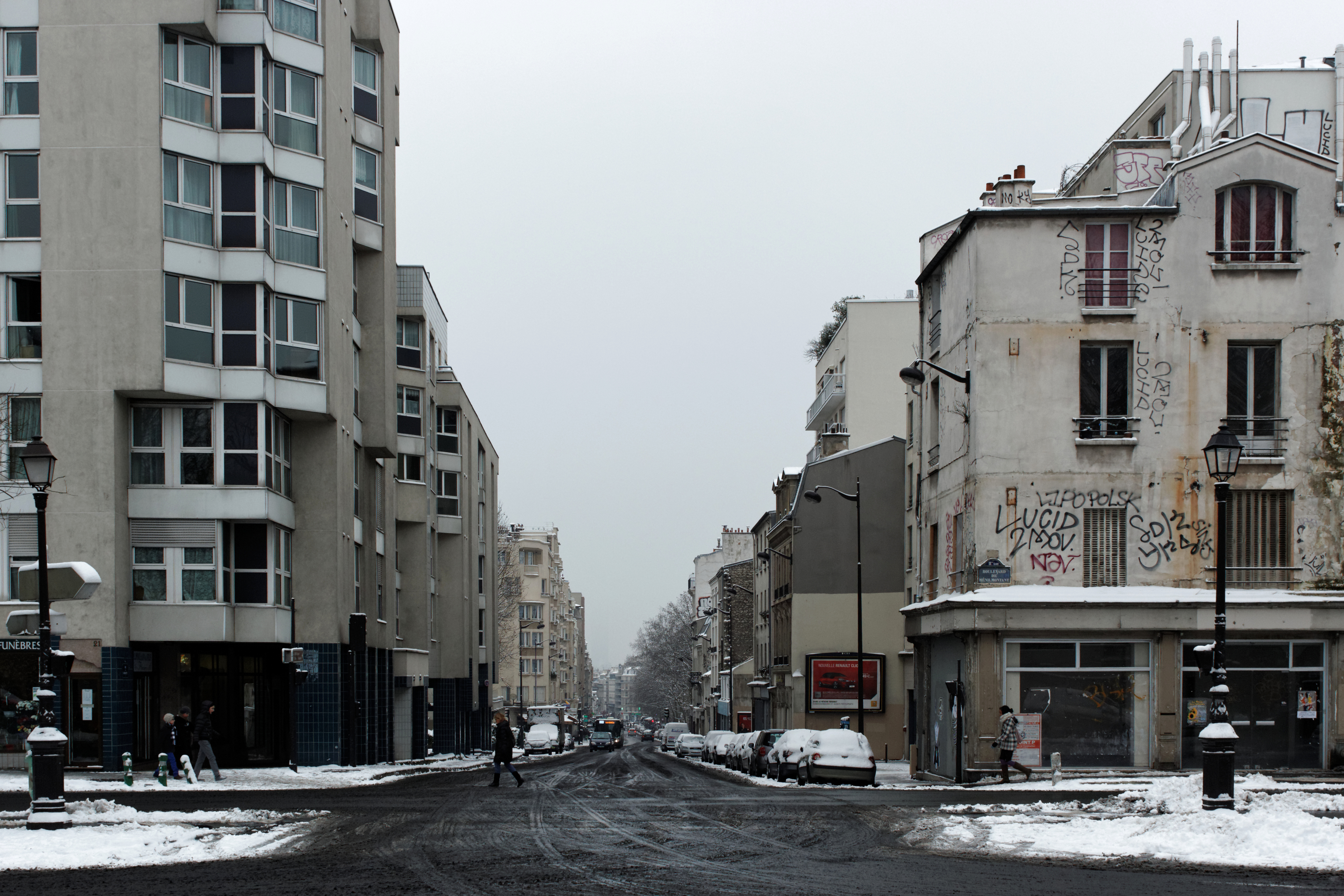
La rue vue depuis l'entrée principale du Père-Lachaise, sous la neige.

## Origine du nom
La rue a été nommée d'après un lieu-dit local. Le nom de la « roquette » (ou « rochette ») proviendrait[évasif] d'une petite plante à fleurs jaune pâle ou blanchâtres veinées de violet et qui poussait dans les décombres, la roquette, dérivé du nom latin eruca, qui signifie « chou ».
Autre explication possible[réf. nécessaire] : le nom de la roquette viendrait du mot « roc » (dans le sens de « rocher »).

## Historique

### La Roquette

#### Au milieu des marécages
Au XVe siècle, les faubourgs de l'est de Paris ne rassemblent que quelques masures et, surtout, marais et marécages inondés par les ruisseaux descendant des collines de Ménilmontant ou de Champ-l'Evêque. Au sud, le quartier entourant l'abbaye Saint-Antoine-des-Champs se développe depuis l'an 1200. À quelques centaines de mètres au nord, Popincourt commence à prendre de l'ampleur. Tout près, on retrouve un hameau nommé La Croix-Faubin.
C'est sous le règne d'Henri II que furent construites au milieu des roquettes les premières demeures. Y vécurent ensuite de nombreuses personnalités qui appréciaient la proximité de la capitale, leurs propriétés étant généralement fort éloignées : 
- Germain Teste, receveur de la ville de Paris, fit construire vers 1545 l'une des premières maisons de plaisance ;
- Nicolas Séguier, échevin de Paris, secrétaire du roi ;
- Florimont Robertet, baron de Bury, secrétaire d'État et trésorier de France sous Charles VIII, Louis XII et François Ier ;
- les Rocquet de la Tribouille, dont la concordance homophonique avec le lieu serait pure coïncidence ;
- Philippe Hurault, comte de Cheverny, garde des Sceaux d'Henri III.

Ce dernier vendit sa demeure à la duchesse de Mercœur en 1599 ; elle y fit construire deux maisons qu'elle transforma en petit monastère.
Alexandre Dumas nomme l'endroit « Bel-Esbat » dans son livre Les Quarante-Cinq.

#### Les Hospitalières de Notre-Dame
Thomas Morant, baron du Mesnil-Garnier, conseiller au Grand Conseil du Roi, acquiert la propriété en 1611, puis la revend en 1636 aux Hospitalières de la Charité Notre-Dame de l'ordre de Saint-Augustin, qui y installent en 1639 une succursale pour femmes ayant essuyé quelque revers de fortune. Françoise d'Aubigné, veuve Scarron, marquise de Maintenon, s'y retire avec sa servante en 1660, sa pension étant prise en charge par la reine-mère, Anne d'Autriche. L'établissement hospitalier y emploiera 80 religieuses et comportera 17 lits en 1690, année où elles deviendront les Filles de Saint-Joseph, se séparant ainsi de leurs consœurs de la Place Royale.
Le domaine des religieuses n'occupait pas moins de 50 arpents. Les bâtiments étaient entourés de jardins cultivés, avec, entre autres, des vignes et une orangerie. Un petit cimetière était situé sur l'actuelle rue Léon-Frot.
À la suite de l'incendie de l'Hôtel-Dieu en 1772, point de départ d'une longue série de mesures, Lavoisier est chargé d'examiner les projets relatifs à la création de quatre nouveaux hôpitaux parisiens. Il propose, en 1787, la « maison de la Roquette » comme hôpital pouvant desservir les paroisses de Saint-Paul et Sainte-Marguerite, arguant de ce que l'établissement est déjà un hôpital et que les religieuses sont dévouées au service des malades. Mais la Révolution lui accordera une tout autre destination, car en l'an III, l'administration des Hospices en fait une filature, les religieuses ayant dû abandonner le domaine en 1790.

#### La maison de Sedaine et Michelet
À l'emplacement de l'actuelle église Notre-Dame-d’Espérance et de la cité paroissiale qui en dépend, au no 49 de la rue de la Roquette, s'élevait un petit hôtel particulier, aujourd’hui disparu, dont l'histoire, et celle du quartier, est racontée par la veuve de Jules Michelet, en appendice d'un recueil de souvenirs de l'historien, intitulé Ma jeunesse. Cette propriété, qui s’étendait de la rue de la Roquette à la rue Sedaine, avait été acquise en 1750, par Claude-François-Nicolas Lecomte, conseiller du roi, qui en confia la restauration à Michel-Jean Sedaine, architecte de son état, resté à la postérité comme librettiste d’opéras et auteur dramatique à succès. Michelet y vécut de 1818 à 1827. La maison de Sedaine et Michelet est détruite définitivement en 1884 pour faire place aux établissements industriels et artisanaux alors en pleine expansion. L'église y est construite par la suite, en 1928-1930.

#### Le prolongement et les prisons

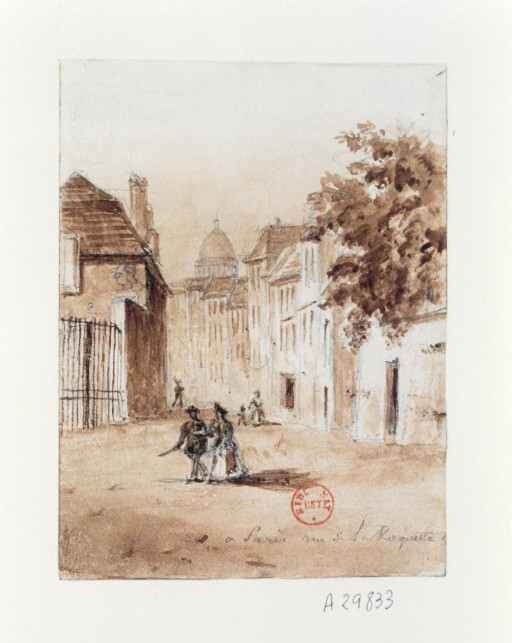

La rue de la Roquette commence à la porte Saint-Antoine et se rend jusqu'aux portes du couvent, sur une petite place intitulée « Basse-cour », la rue transversale se dénommant « rue des Murs-de-la-Roquette ». Au début du XIXe siècle, le démantèlement des anciens bâtiments conventuels permet le prolongement de la rue en ligne droite jusqu'à la barrière d'Aunay de l'enceinte des Fermiers généraux et de se raccorder à la rue Saint-André (voie disparue), qui partait de l'arrière du couvent pour rejoindre, en tournant vers le sud, la rue de Charonne.
En 1830, l'architecte Hippolyte Lebas construit une prison pour jeunes détenus sur la partie nord de la rue. Six ans plus tard est inaugurée juste en face une seconde prison, nommée « Dépôt de condamnés », qui recevra surtout les futurs bagnards et les condamnés à mort. Soixante-neuf personnes sont guillotinées devant la porte de la Grande Roquette. Cet endroit fut appelé « place de la Roquette ». Cette dernière est fermée et détruite en 1900. La Petite Roquette, quant à elle, fut une prison pour femmes de 1920 à sa fermeture en 1974.

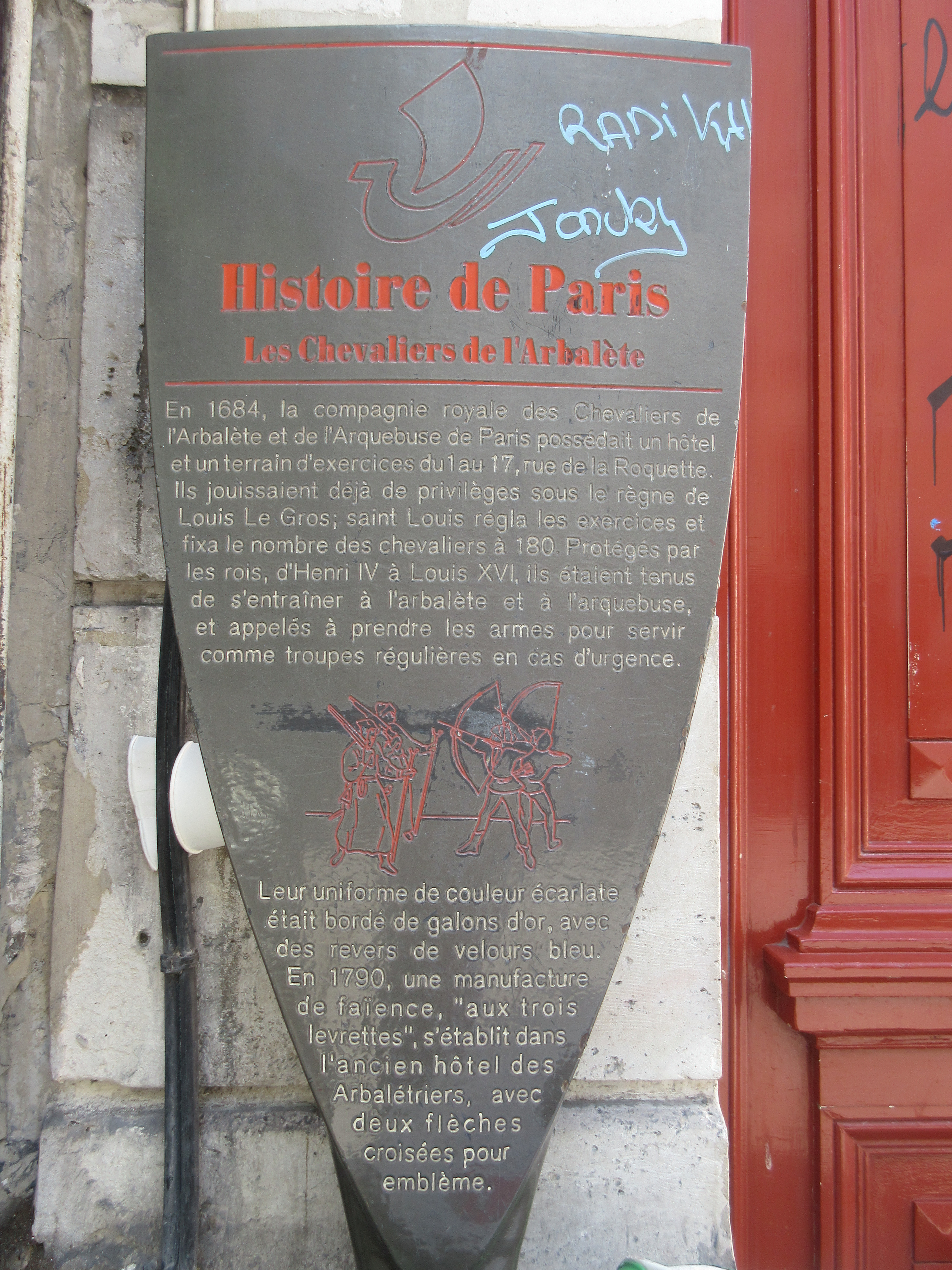
Panneau Histoire de Paris
« Les Chevaliers de l'Arbalète ».

### Les chevaliers de l'Arquebuse
L'effectif de la Compagnie royale des chevaliers de l'arbalète et de l'arquebuse de la ville de Paris, créée à l'initiative de saint Louis, est fixé à 200 hommes par le futur Charles V en 1359. Les francs-archers menaient alors leur entraînement le dimanche, à l'intérieur de l'enceinte de Philippe Auguste, tout près du rempart, d'abord entre les rues Saint-Denis et Mauconseil, puis entre la porte Saint-Antoine et la porte du Temple à l'emplacement de l'actuelle rue des Arquebusiers qui en conserve la mémoire. Mais au fil du temps et de l'agrandissement de leur corps, les exercices durent prendre place à l'extérieur de la porte Saint-Antoine. Par une concession accordée en 1673, ils abandonnèrent le site pour laisser place au nouveau boulevard et s'installèrent jusqu'à la Révolution à l'angle de la rue de la Roquette.

Ainsi en 1684, la « compagnie royale des Chevaliers de l'Arbalète et de l'Arquebuse » de Paris possédait un hôtel particulier et un terrain d'exercices du 1 au 17 rue de la Roquette.
Saint-Louis régla les exercices et fixa le nombre de chevaliers à 180. Protégés par les rois, d'Henri IV à Louis XVI, ils étaient tenus de s'entrainer à l'arbalète et à l'arquebuse, et appelés à prendre les armes pour servir comme troupes régulières en cas d'urgence.
Leur uniforme était de couleur écarlate avec des galons d'or et des revers de velours bleu.
En 1790, l'ancien hôtel des Arbalétriers est transformé en manufacture de faïence dénommée « Aux Trois Levrettes » avec deux flèches croisées comme emblème.

### La mairie du11earrondissement
De 1860 à 1865, la mairie occupait l'emplacement du no 65 de la rue de la Roquette. Elle fut ensuite transférée sur l'actuelle place Léon-Blum (« place Voltaire » avant 1957), entre l'avenue Parmentier et le boulevard Voltaire. La construction de cette mairie commença en 1862 sous la direction de Gancel, sur les directives de l'architecte Bailly, qui, chargé par Haussmann de créer une mairie idéale, avait mis ses idées en pratique dans le 4earrondissement. La façade de l'édifice, composé d'un rez-de-chaussée et de deux étages, est ornée de sculptures allégoriques réalisées par Henri-Charles Maniglier représentant la Justice, le Mariage et l'Étude. Au-dessus de la corniche se trouvent deux statues d'enfants réalisées par le même sculpteur et entourant le blason de Paris, lui-même surmonté d'une horloge. Dans la salle des fêtes occupant la partie arrière du bâtiment est présenté un décor de Victor Prouvé, de l'école de Nancy, peint en 1907 et intitulé « Séjour de paix et de joie ».
Durant la Commune de 1871, le Conseil de Paris dut fuir l'hôtel de ville incendié et s'installa provisoirement dans la mairie du 11e arrondissement à la fin du mois de mai 1871.

## Bâtiments remarquables et lieux de mémoire
- Au début de la rue de la Roquette, le passage du Cheval-Blanc était, au XVIIe siècle, un entrepôt de bois. Aujourd'hui patrimoine protégé, il comprend encore des cours portant des noms de mois. On peut aussi y trouver les studios de la radio rock parisienne Oui FM. La rue est bordée, à proximité de la place de la Bastille, de nombreux cafés.

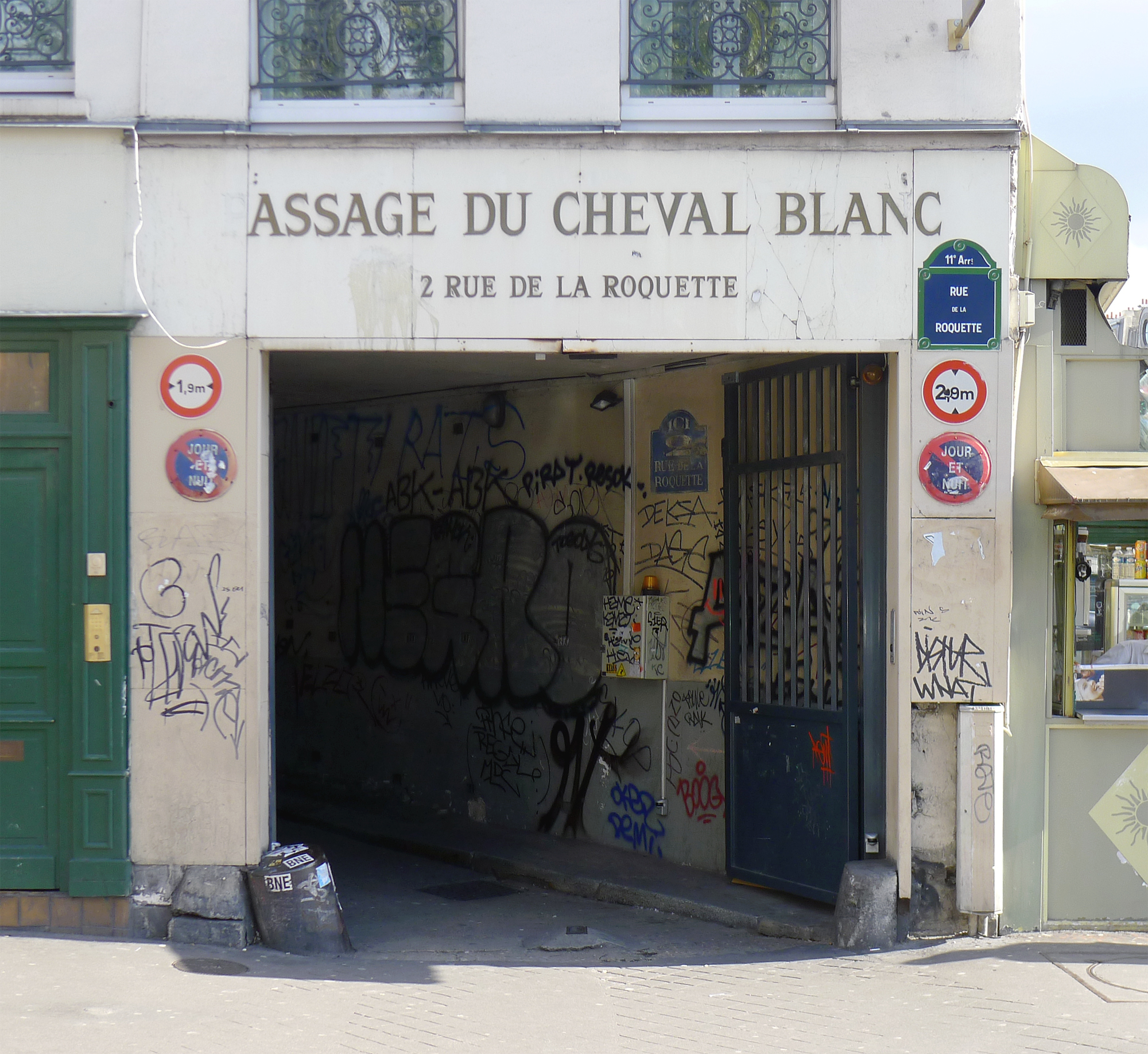
Entrée du passage du Cheval-Blanc.
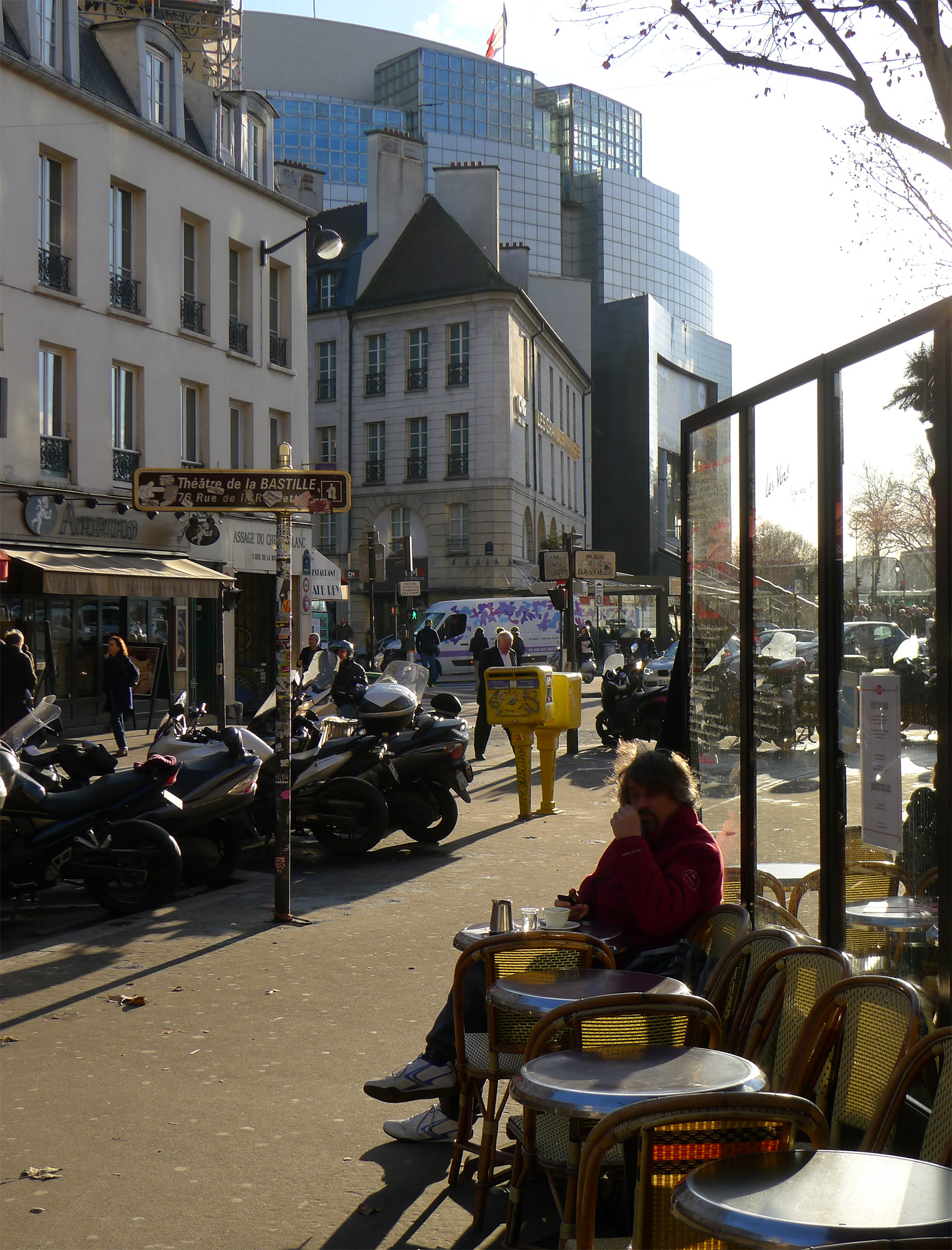
Début de la rue avec, en arrière-plan, l'opéra de la Bastille.
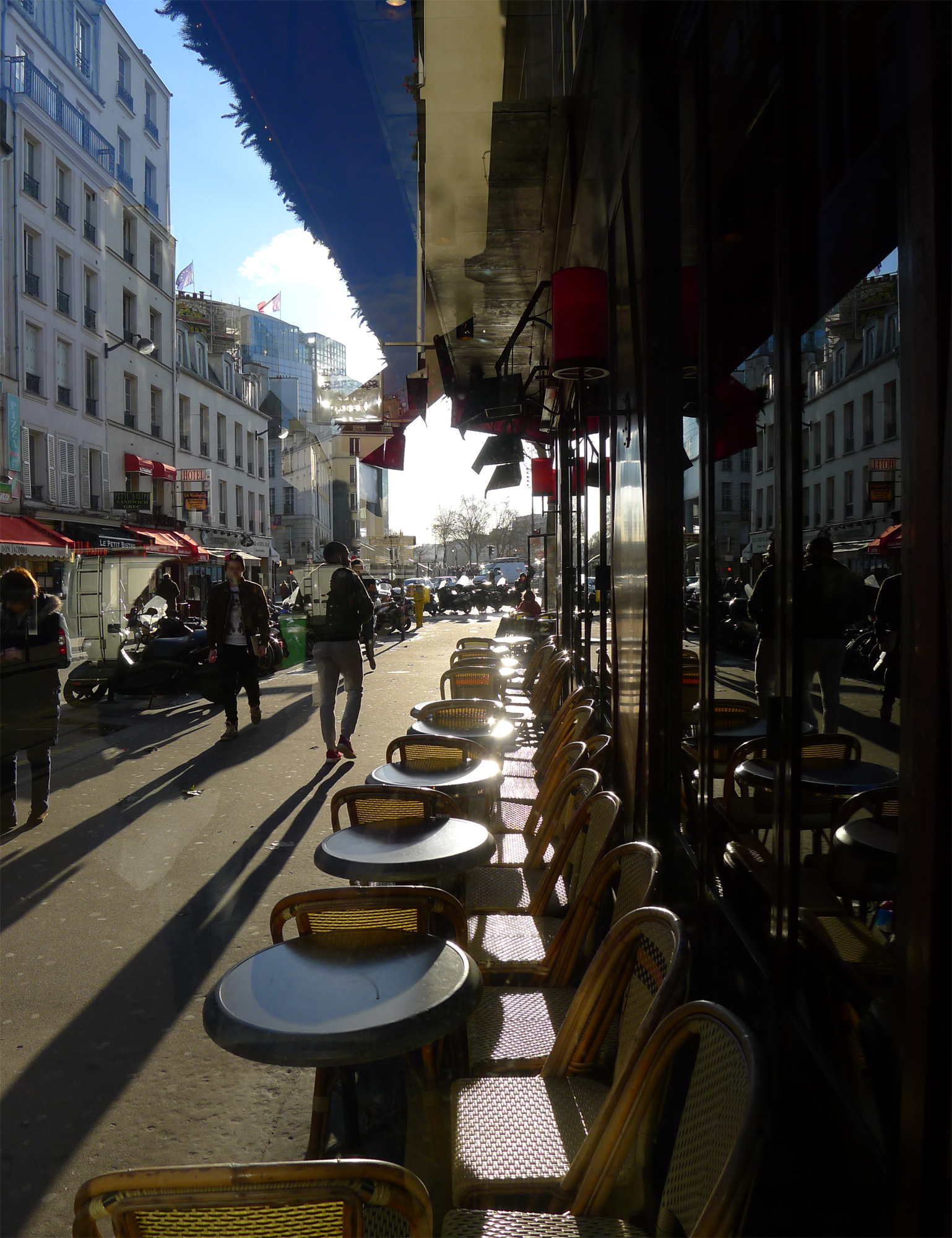
Un des nombreux cafés.

- no 1 : panneau Histoire de Paris rappelant l'histoire des Chevaliers de l'arquebuse.

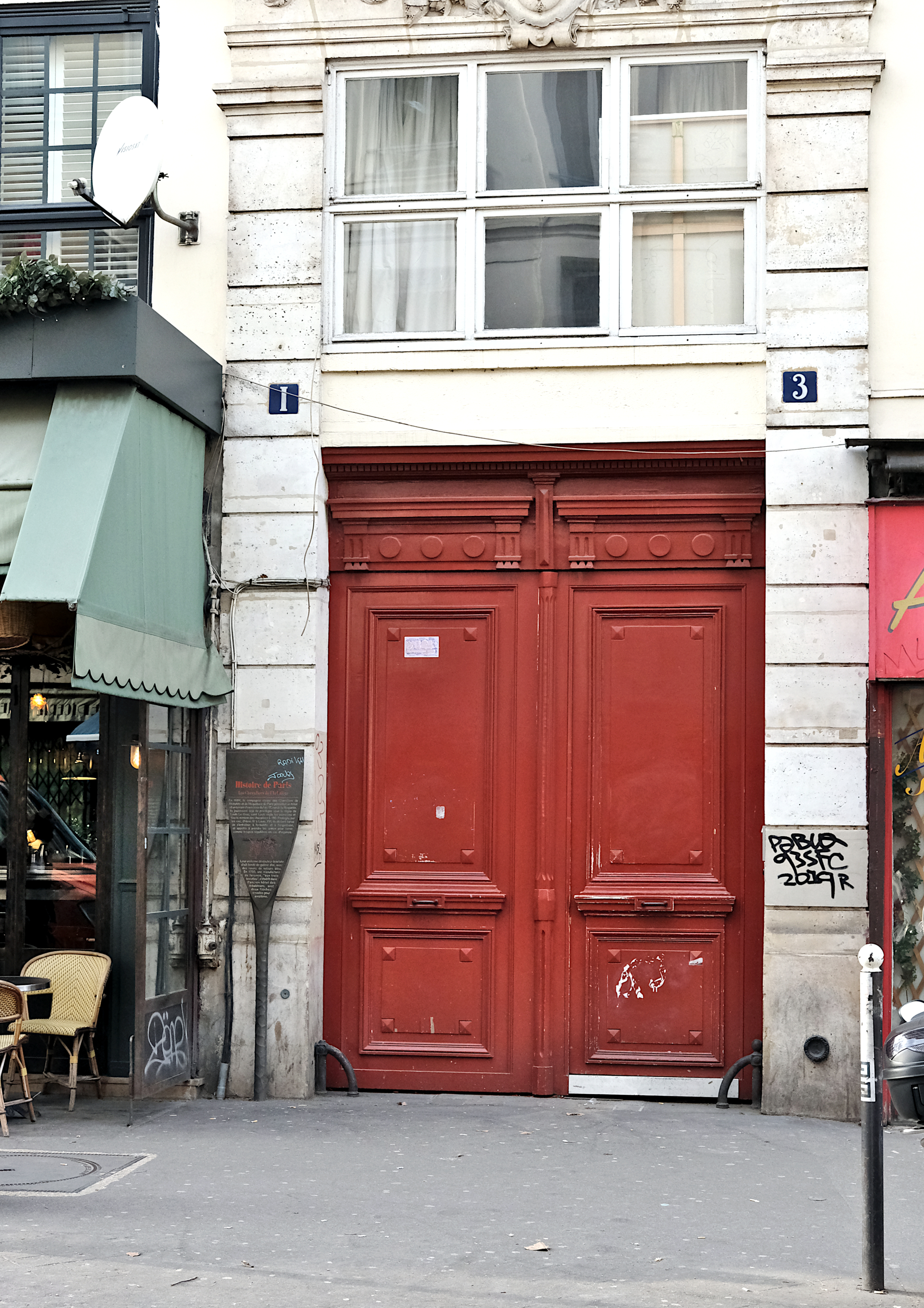
No 1.

- no 17 : le poète Paul Verlaine (1844-1896) vécut dans cet immeuble, dont il fréquentait le café, de décembre 1882 à septembre 1883. C'est là qu'il écrivit Les Poètes maudits.
- no 22 : porche permettant l'accès à une cour intérieure.

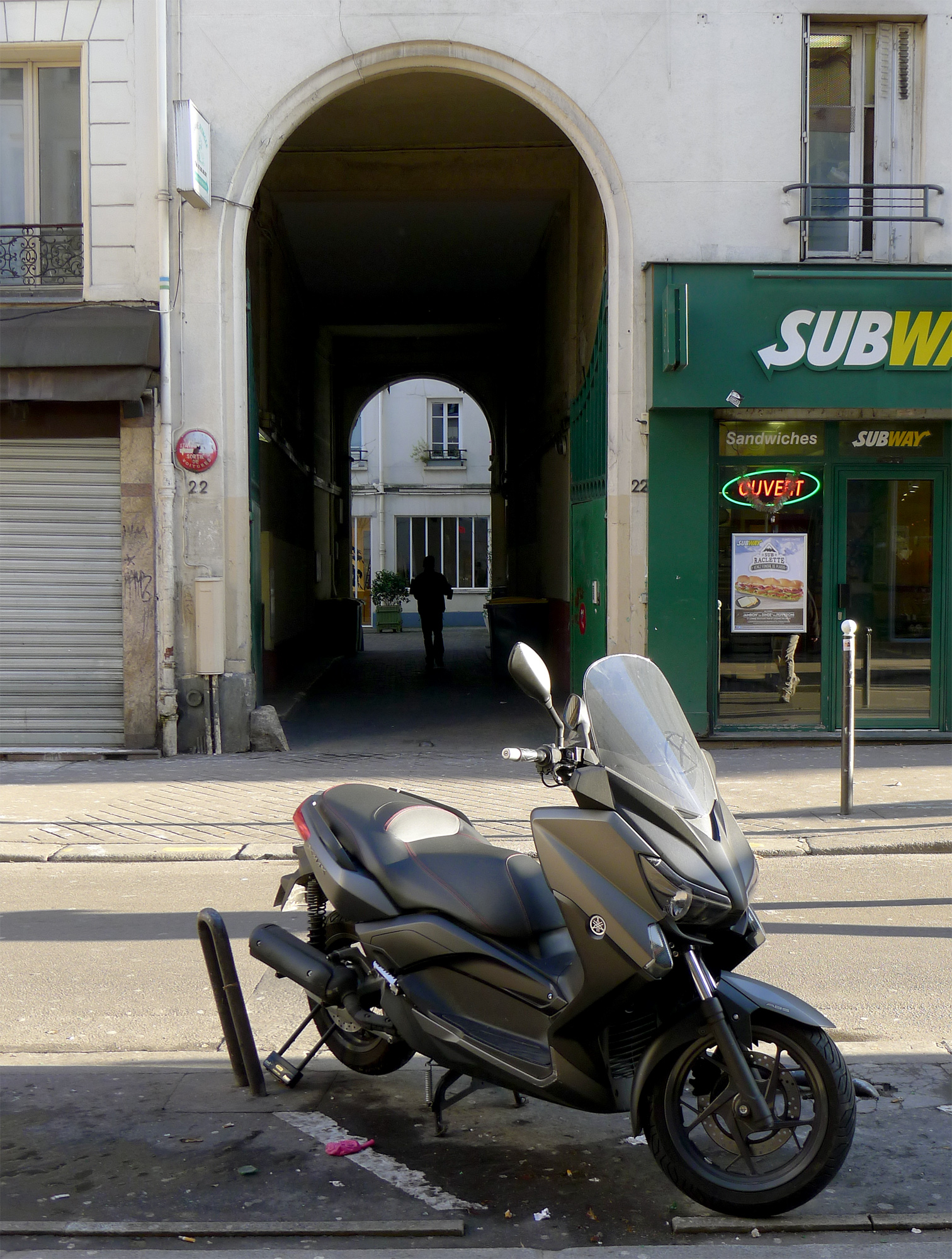
No 22.
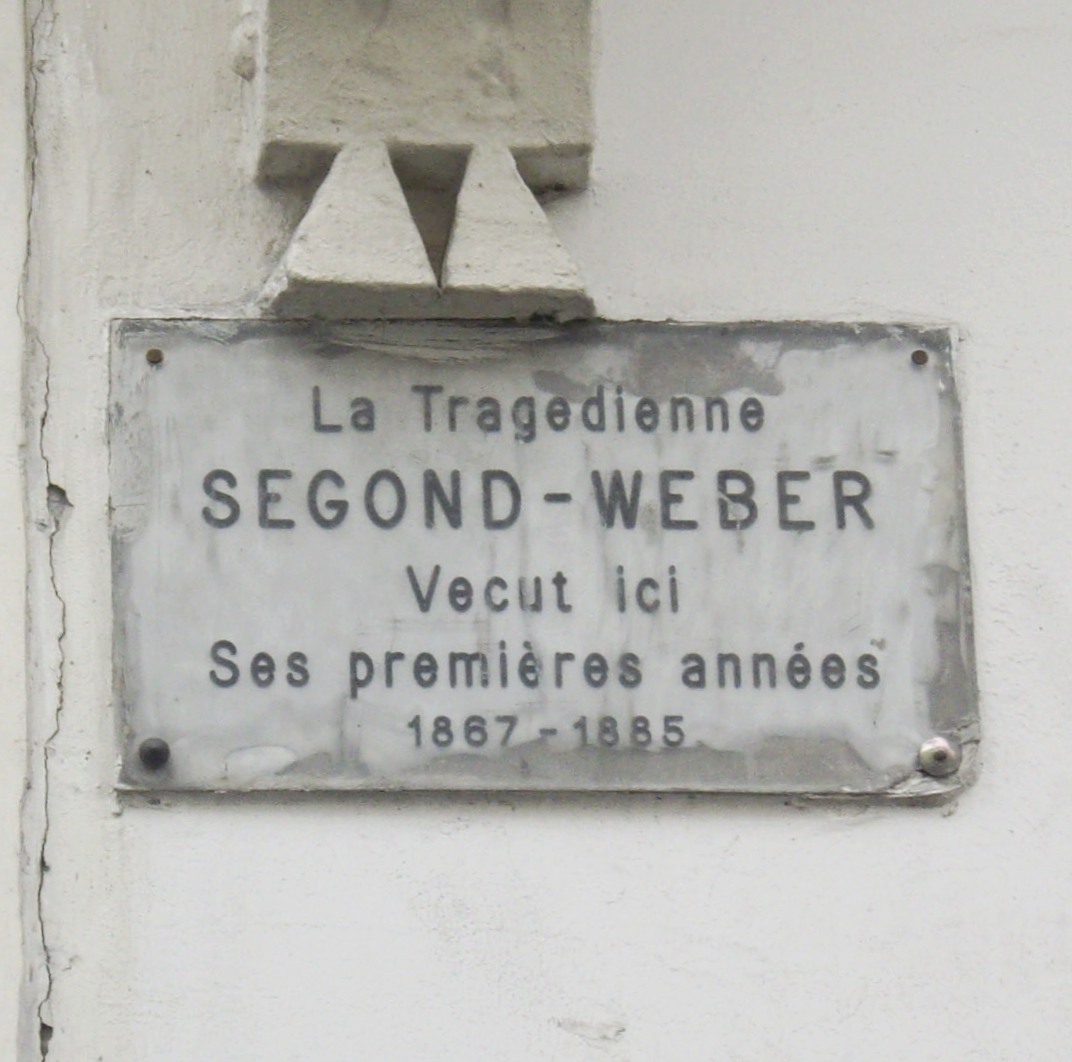
Plaque aux n°43-45.

- nos 30 et 32 : bâtiment inscrit sur la liste des monuments historiques.
- no 37 : fresque sur le mur du numéro 37.
- no 39 : lycée professionnel public Marcel-Deprez.
- nos 43-45 : une plaque rend hommage à l'actrice Caroline-Eugénie Segond-Weber.
- no 46 : emplacement de la faïencerie de Michel Jean Duché, (°vers 1770), et de son épouse, Marie-Jeanne Catherine Queux[4].
- no 47 : la nouvelle église Notre-Dame-d'Espérance de l'architecte Bruno Legrand complétée en 1997.

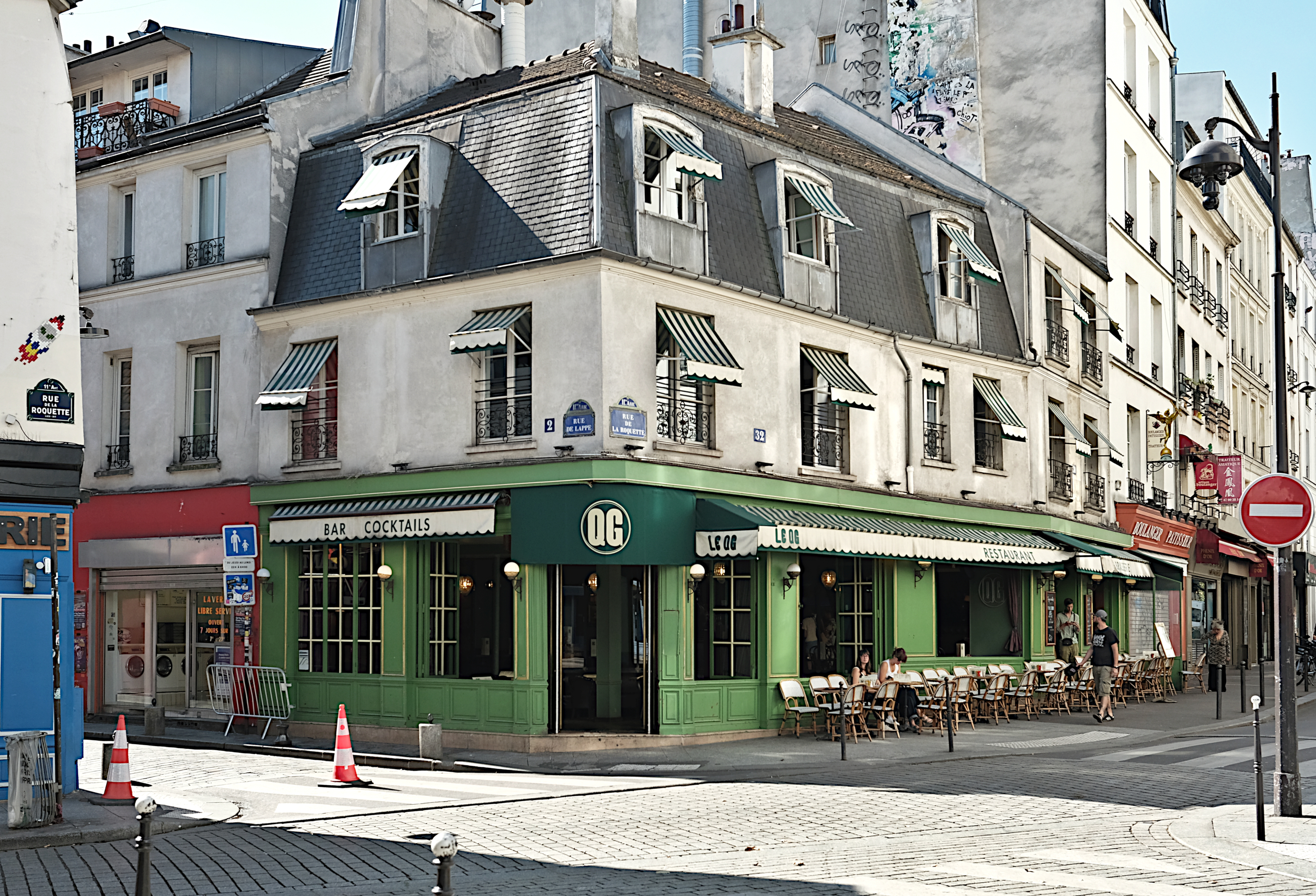
N°32 : bâtiment inscrit sur la liste des monuments historiques.
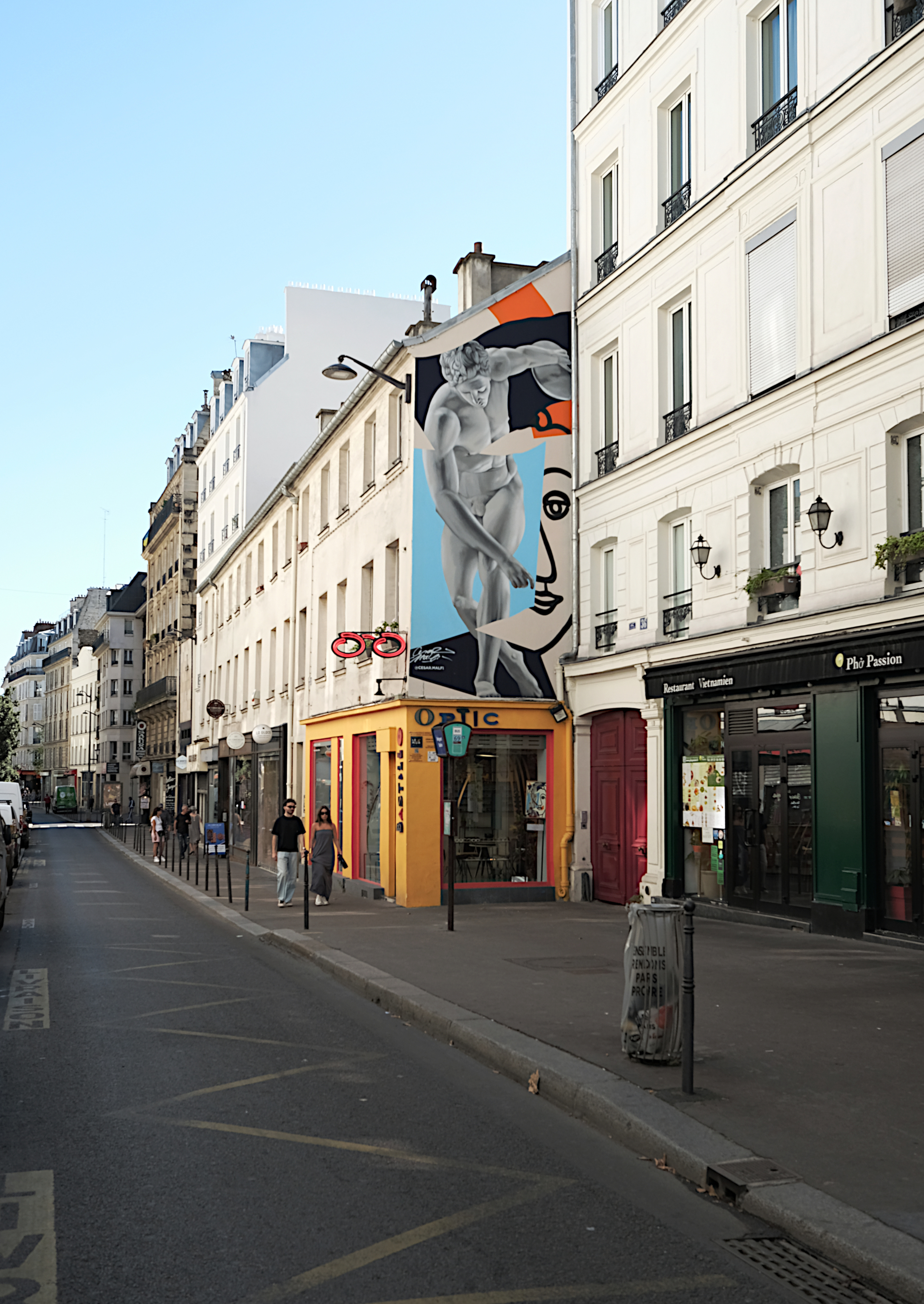
Fresque sur le mur du numéro 37.
Vue extérieur de l'église Notre-Dame-d'Espérance.

- no 49 : emplacement de la maison, aujourd'hui disparue, occupée par Michel-Jean Sedaine (1719-1797), auteur dramatique, puis par Jules Michelet (1798-1874), historien et écrivain.
- no 58 : librairie Carabosses de 1979 à 1985.
- no 70 : la fontaine de la Roquette, inscrite depuis 1992 sur la liste des monuments historiques[5].
- no 71 : emplacement d’un pavillon de plaisance du XVIIIe siècle, détruit en 1977. Seul son portail a été conservé et remonté devant le nouvel immeuble [6].
- no 76 se trouve le théâtre de la Bastille, une importante salle parisienne dédiée à la création contemporaine de théâtre et de danse.
- no 80, le zouave Jacob, un guérisseur, recevait ses patients en 1867.
- no 83 : Gordon Ramsay y a vécu trois ans, de 1986 à 1989.

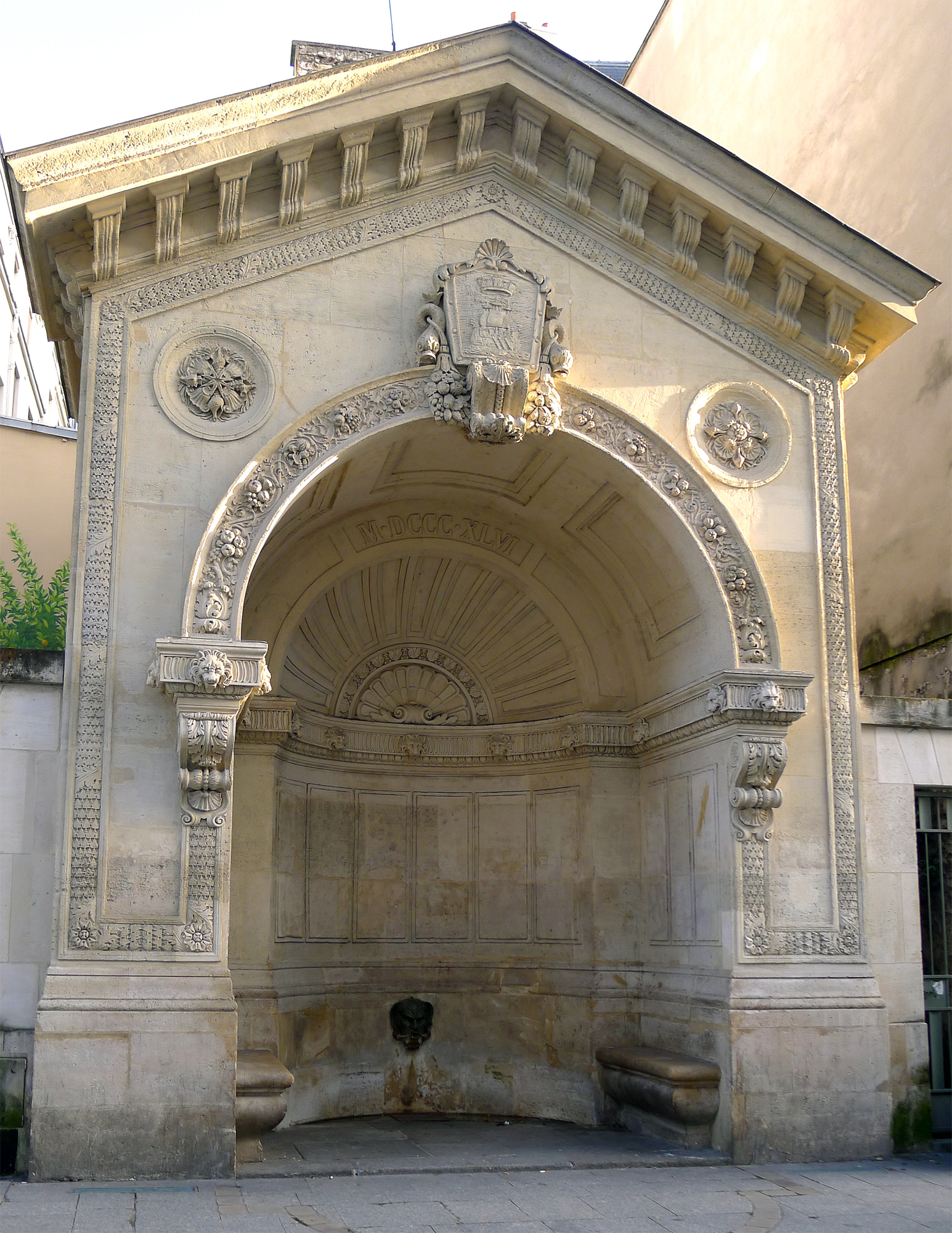
No 70 : la fontaine de la Roquette, classée aux monuments historiques.
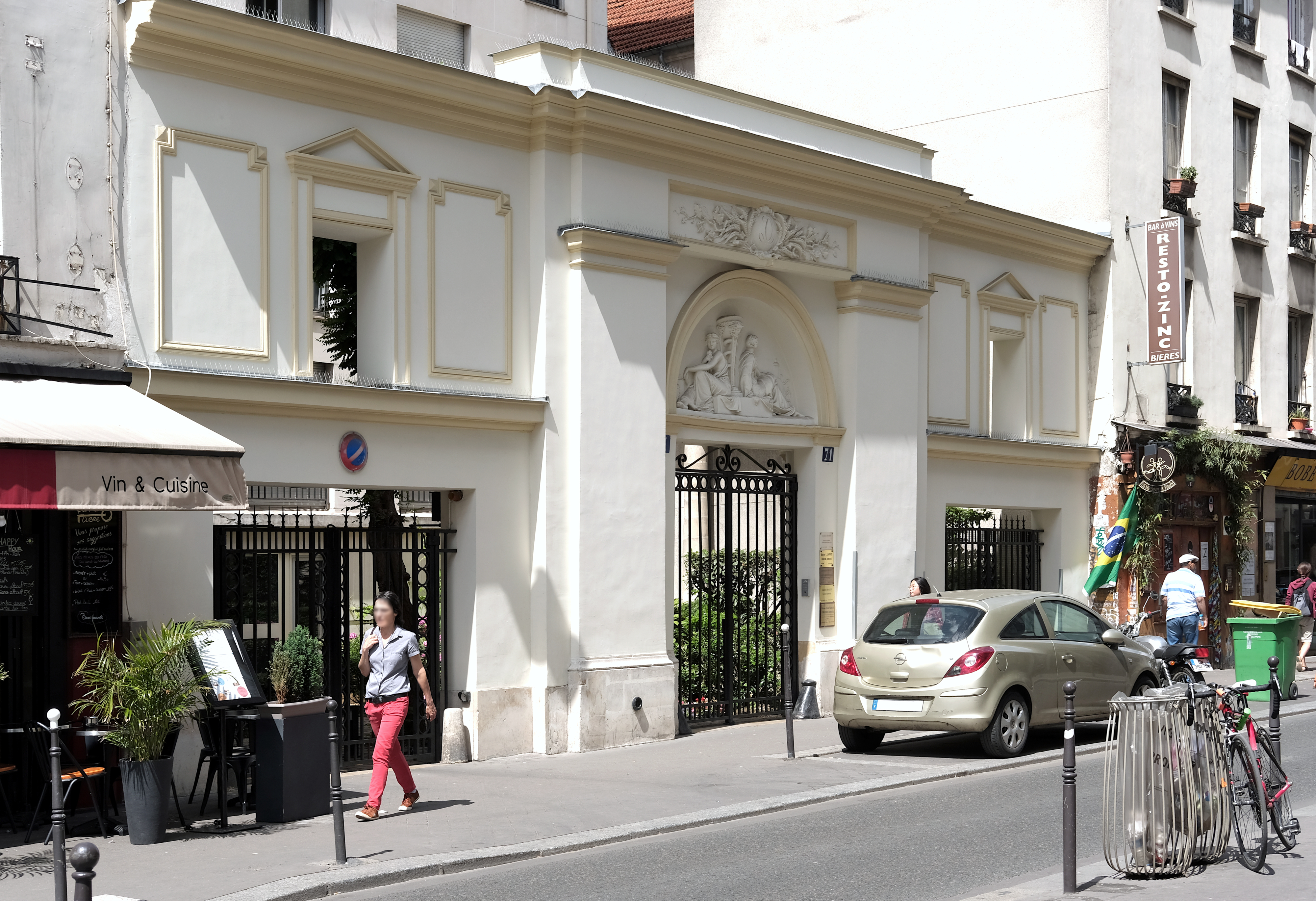
No 71 : portail conservé.
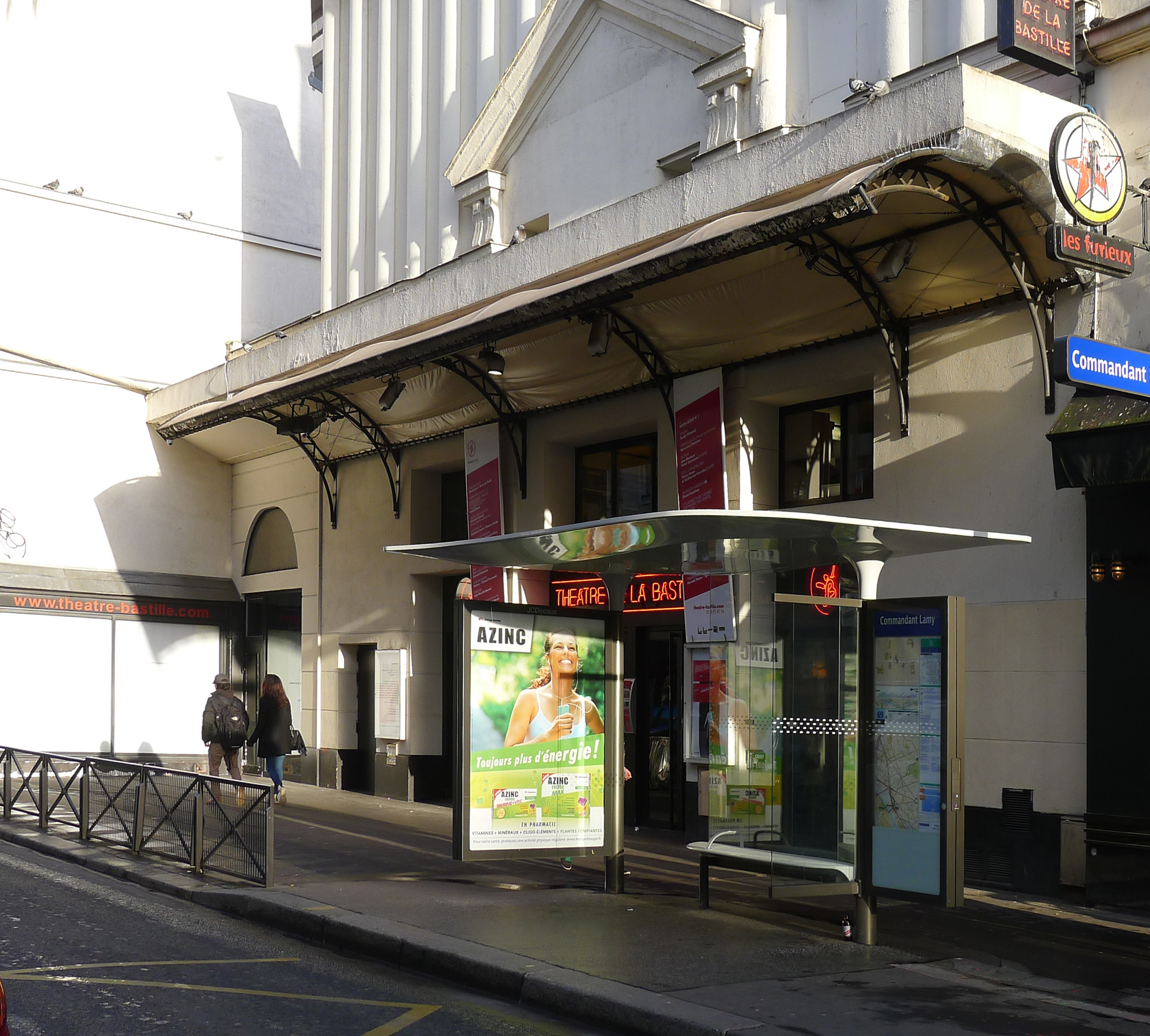
N°76.
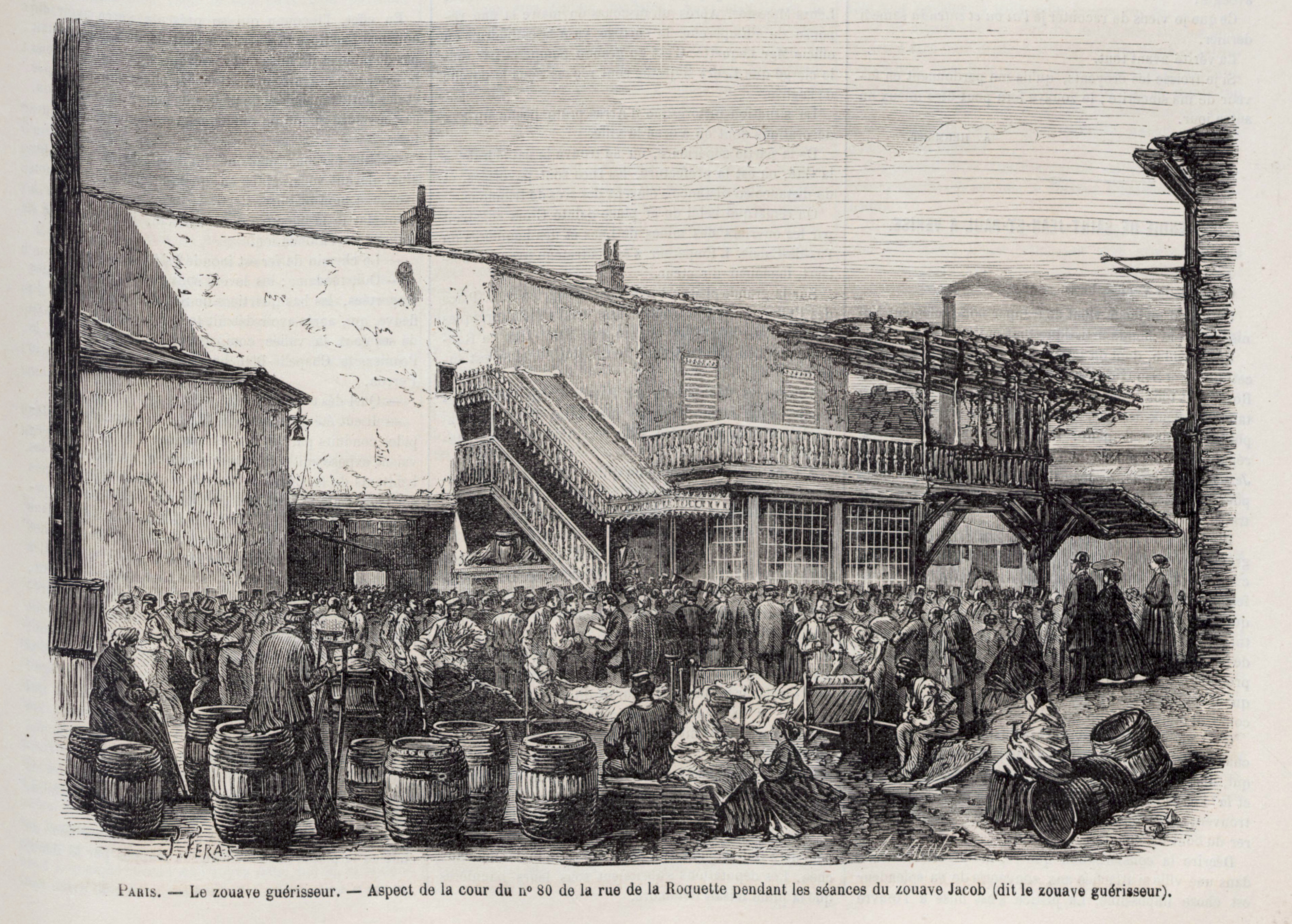
N°80.

- no 93 : la cour intérieure présente une mosaïque « Bains Voltaire » ; il s'y trouvait pendant les années 1930 des bains publics qui jouaient aussi le rôle de lieu de rencontres homosexuelles. Karl Giese y fut notamment arrêté au cours d'une rafle en 1934[7].
- no 95 bis : autrefois, le Grand cinéma Plaisir. Ouvert en 1910, il compte à l'origine une salle de 900 places. Il est démoli pour être remplacé par le cinéma Voltaire-Aubert-Palace en 1920, un bâtiment à la façade plus haute doté d'une salle de 1 300 places avec balcon. Renommé Voltaire-Gaumont en 1951, il est détruit en 1969, laissant place à un immeuble d'habitations[8].
- no 143 : square de la Roquette, à l'emplacement de l'ancienne prison de la Petite Roquette.
- nos 150/152 : immeuble de style haussmanien, édifié par André et Jacques Perrin, architecte (boulevard Voltaire).
- no 151 : la féministe Hubertine Auclert a vécu et est morte dans cet immeuble (plaque commémorative).

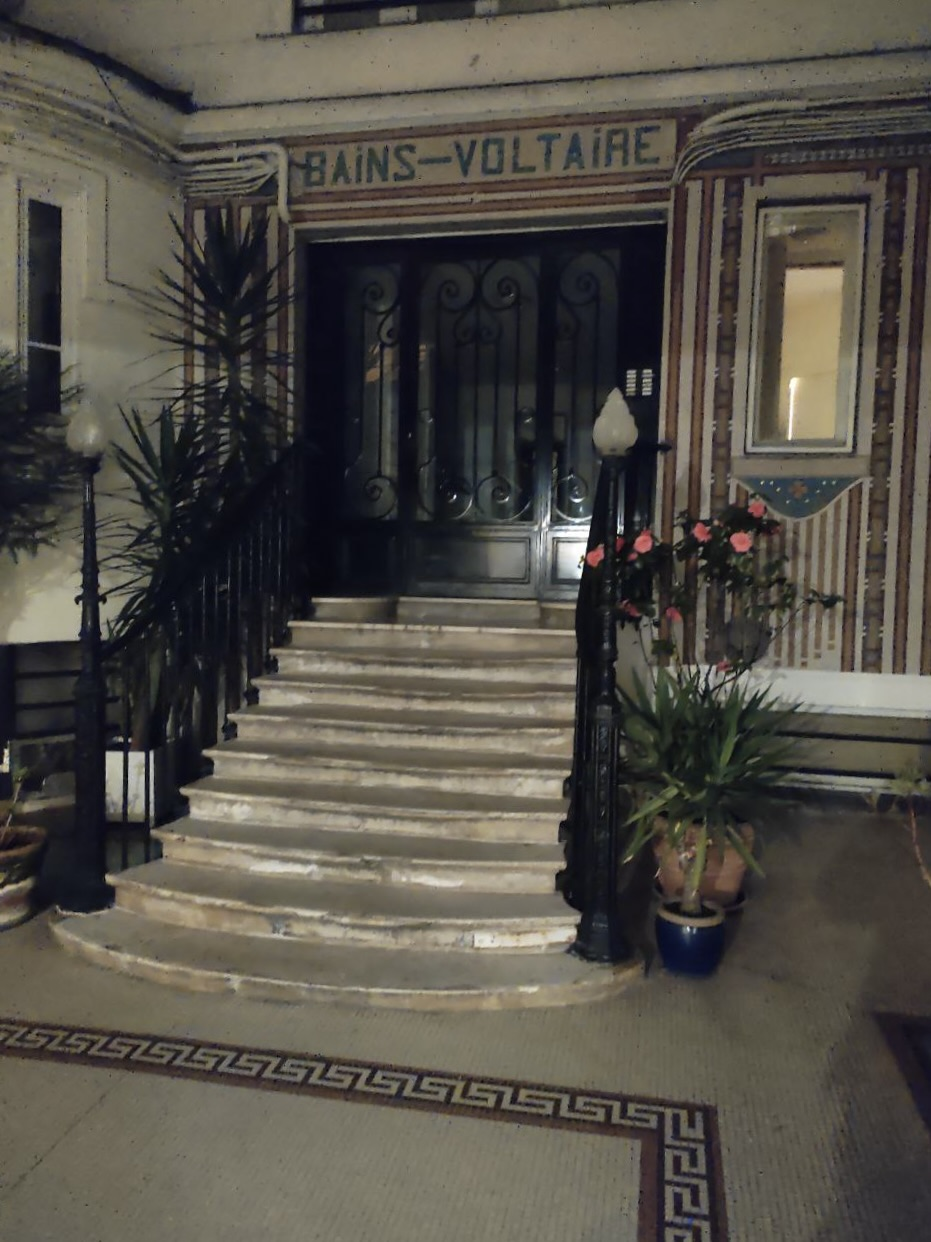
Cour intérieure du 93 rue de la Roquette.
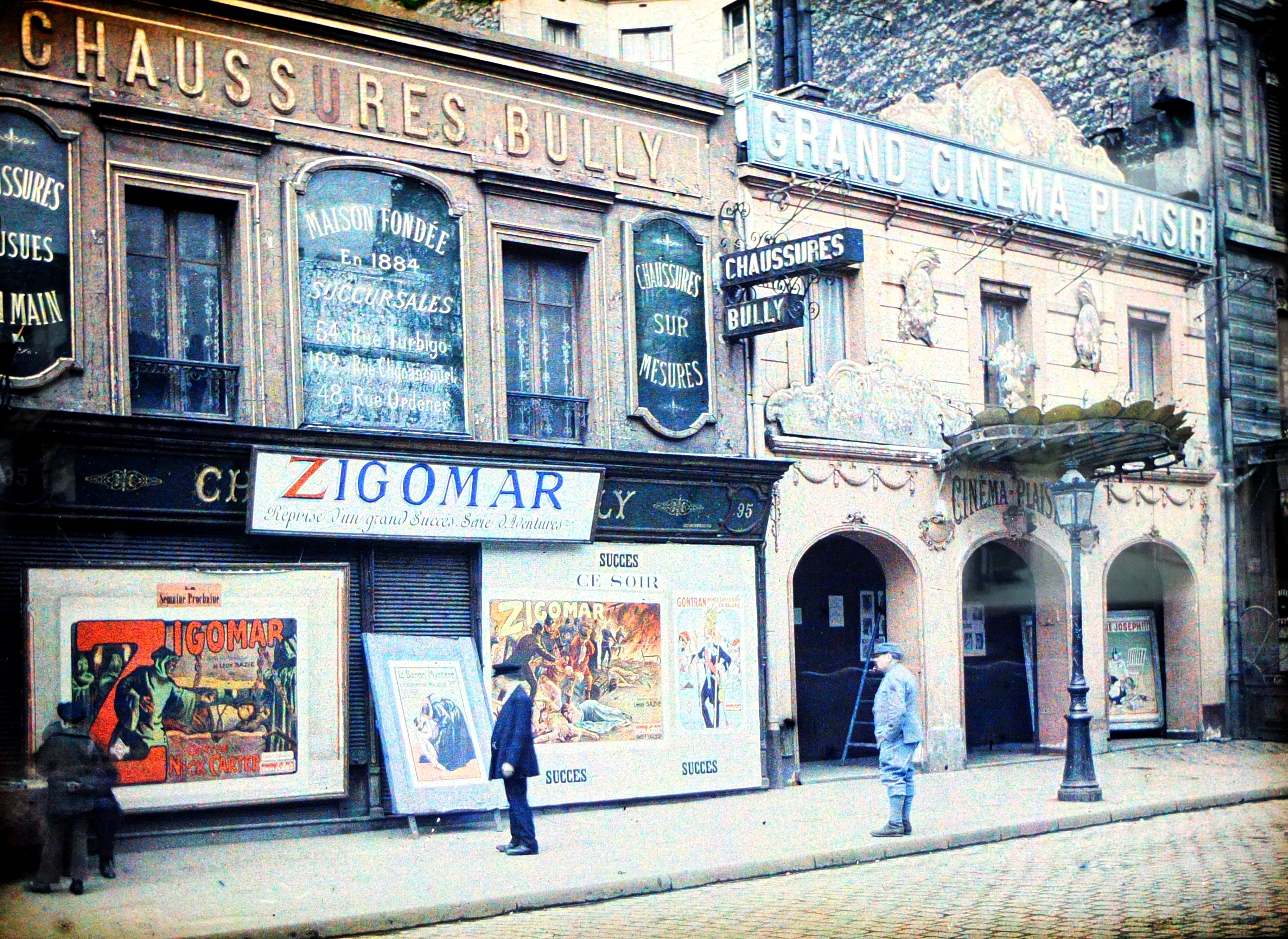
Grand Cinéma Plaisir sis au 95 bis (autochrome réalisé par Auguste Léon, 1918, pour la collection Albert Kahn).
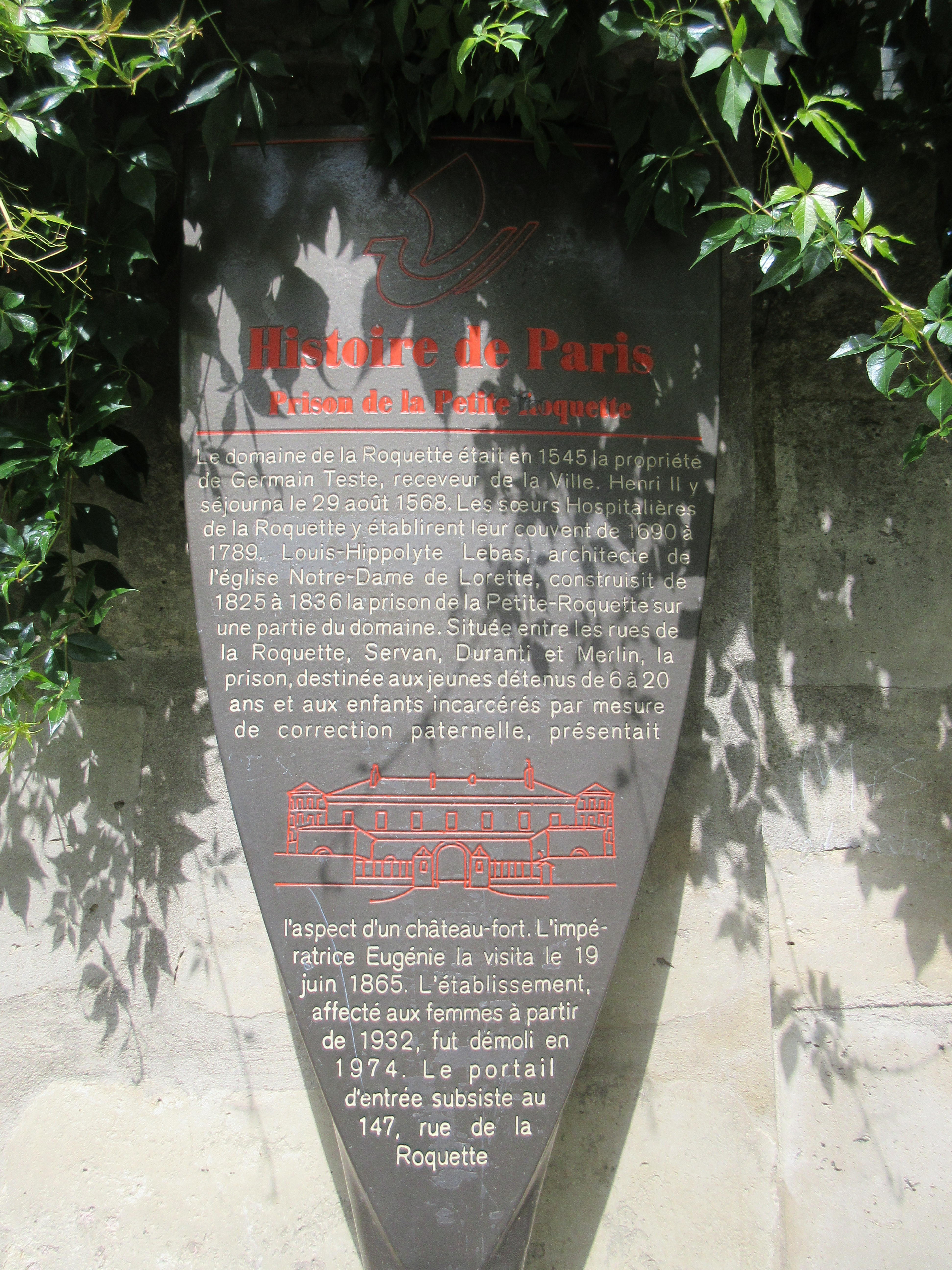
Panneau Histoire de Paris « Prison de la Petite Roquette ».
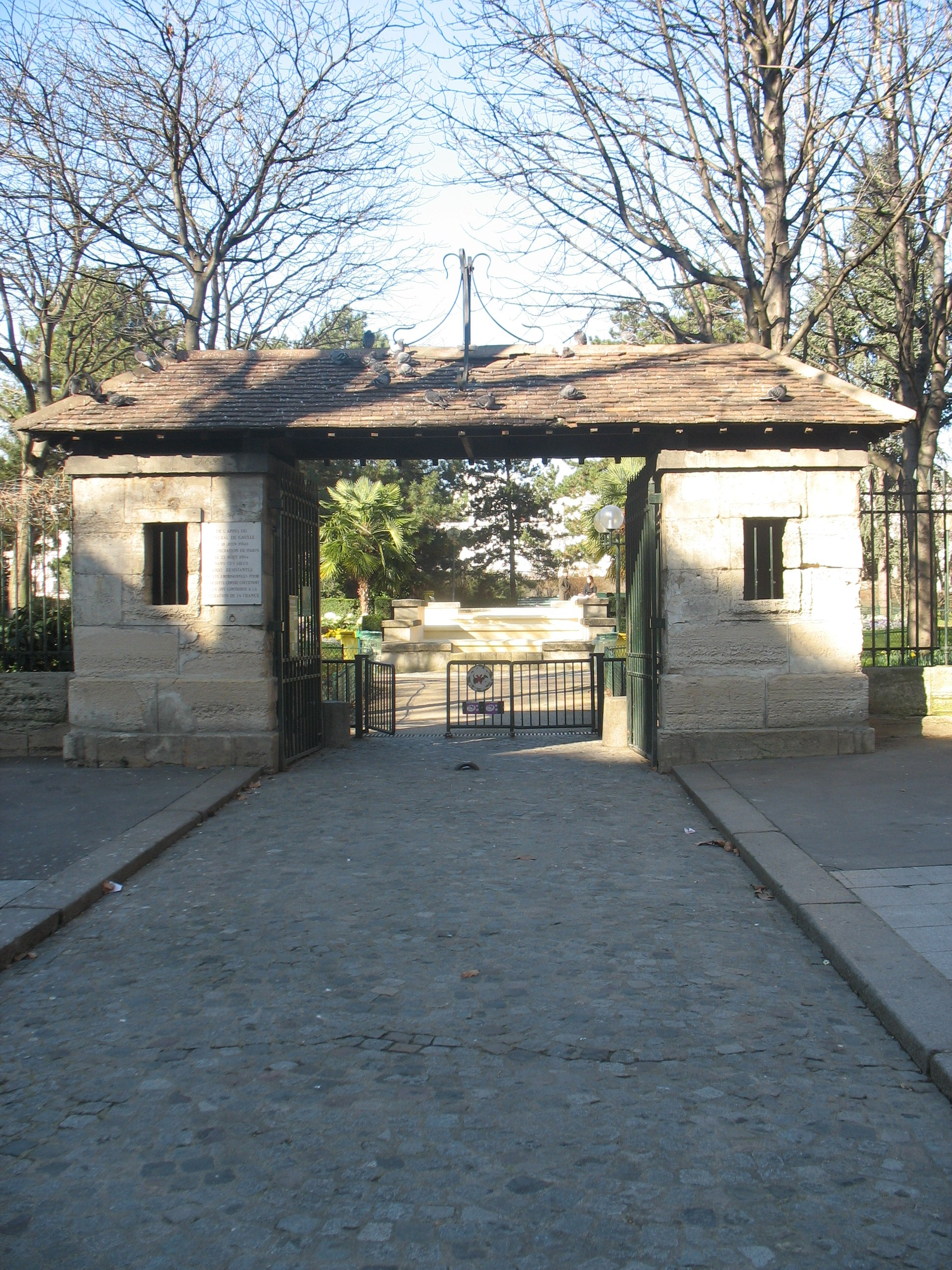
Entrée du square de la Roquette.
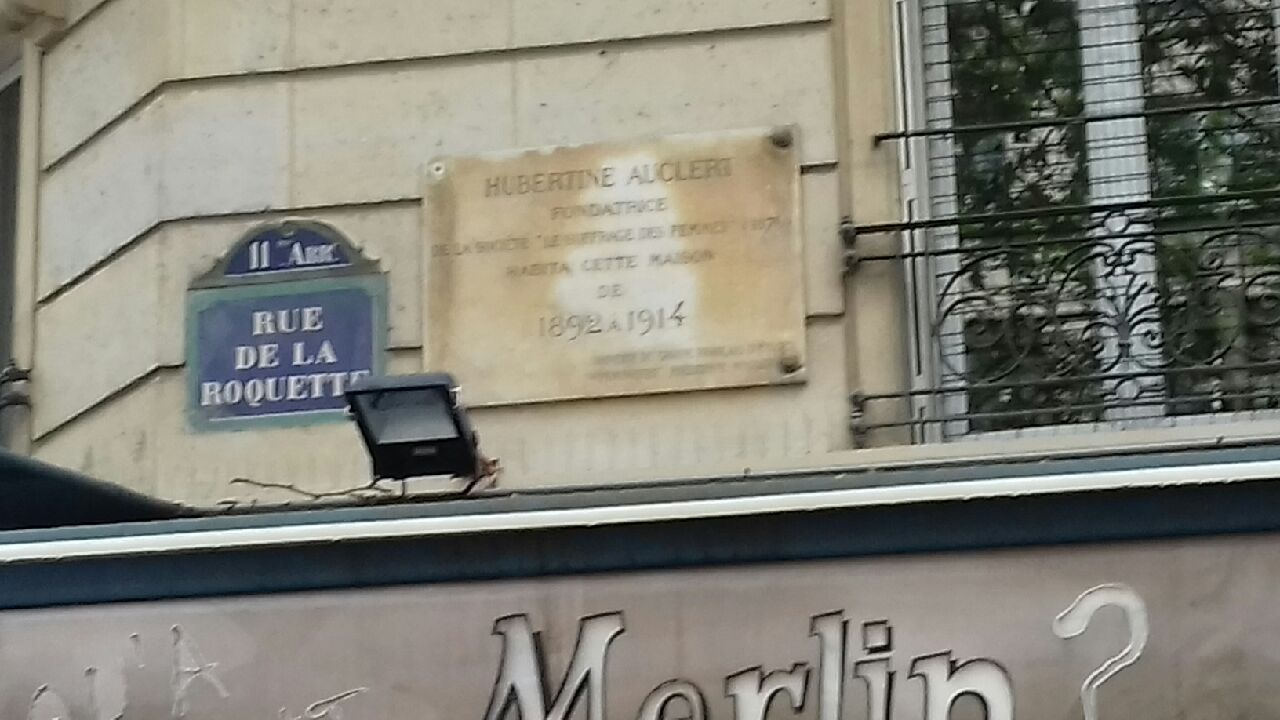
Au no 151, plaque commémorant Hubertine Auclert.

Autres vues de la rue
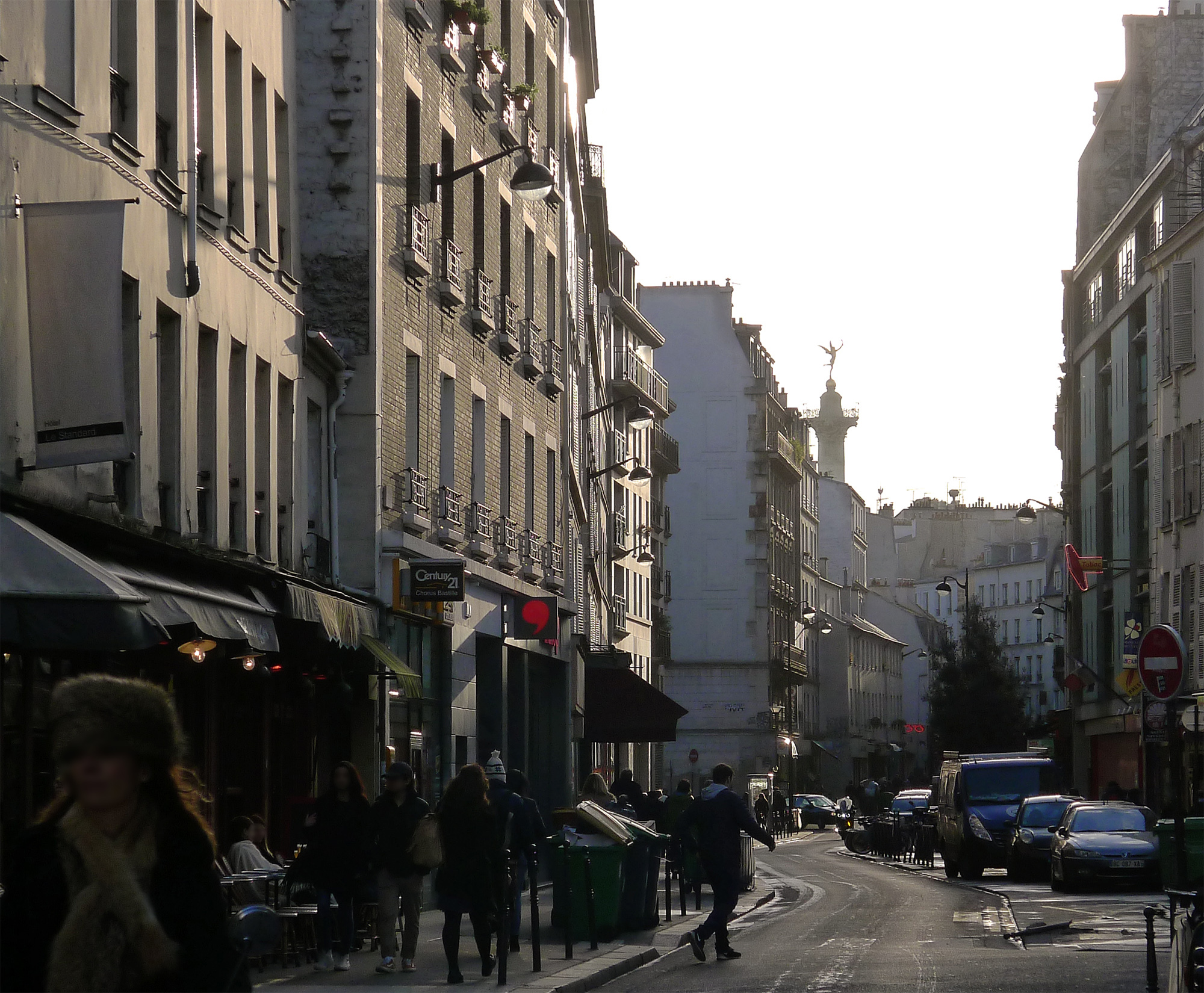
Rue vue en direction de la place de la Bastille.
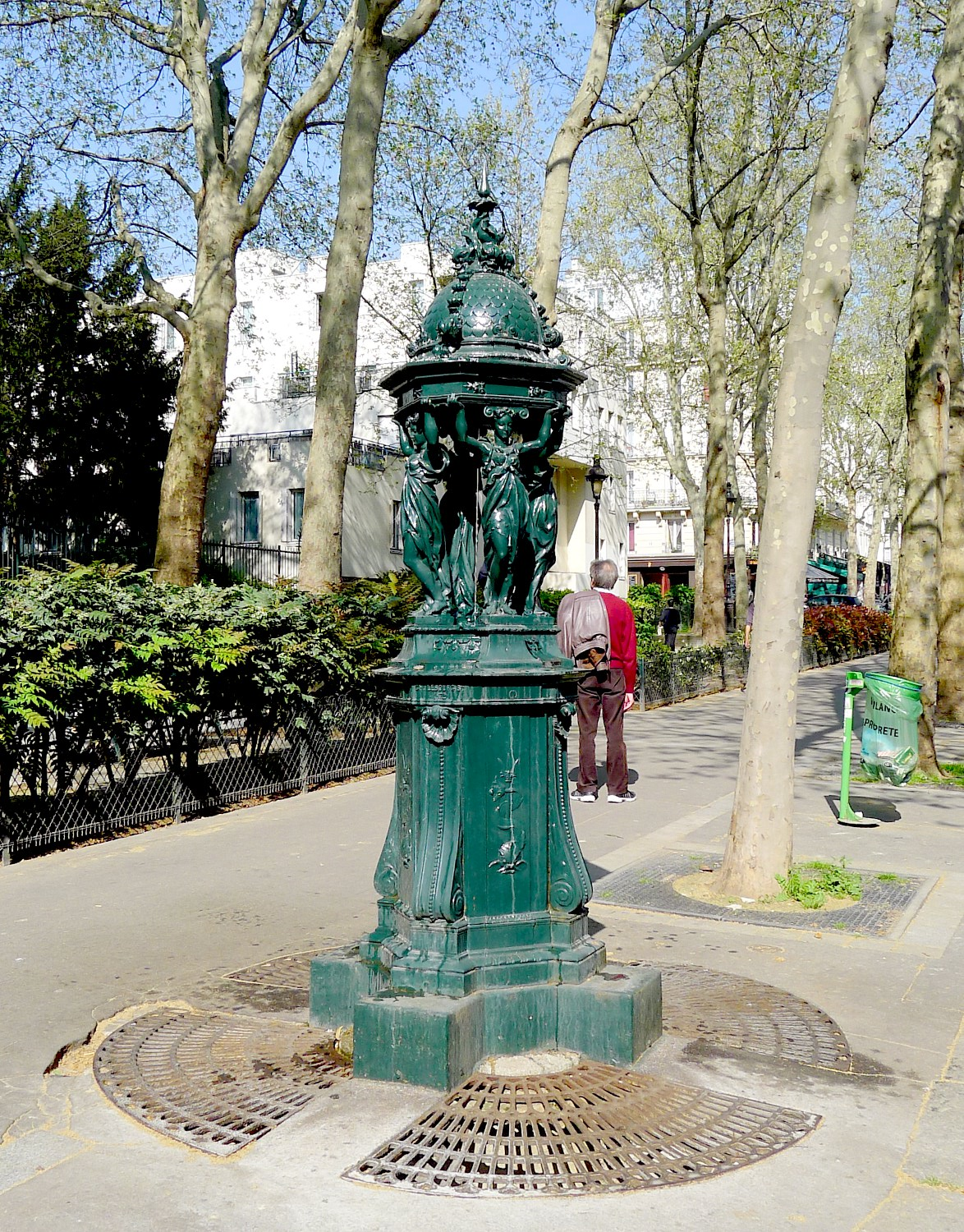
Face au no 143, fontaine Wallace.
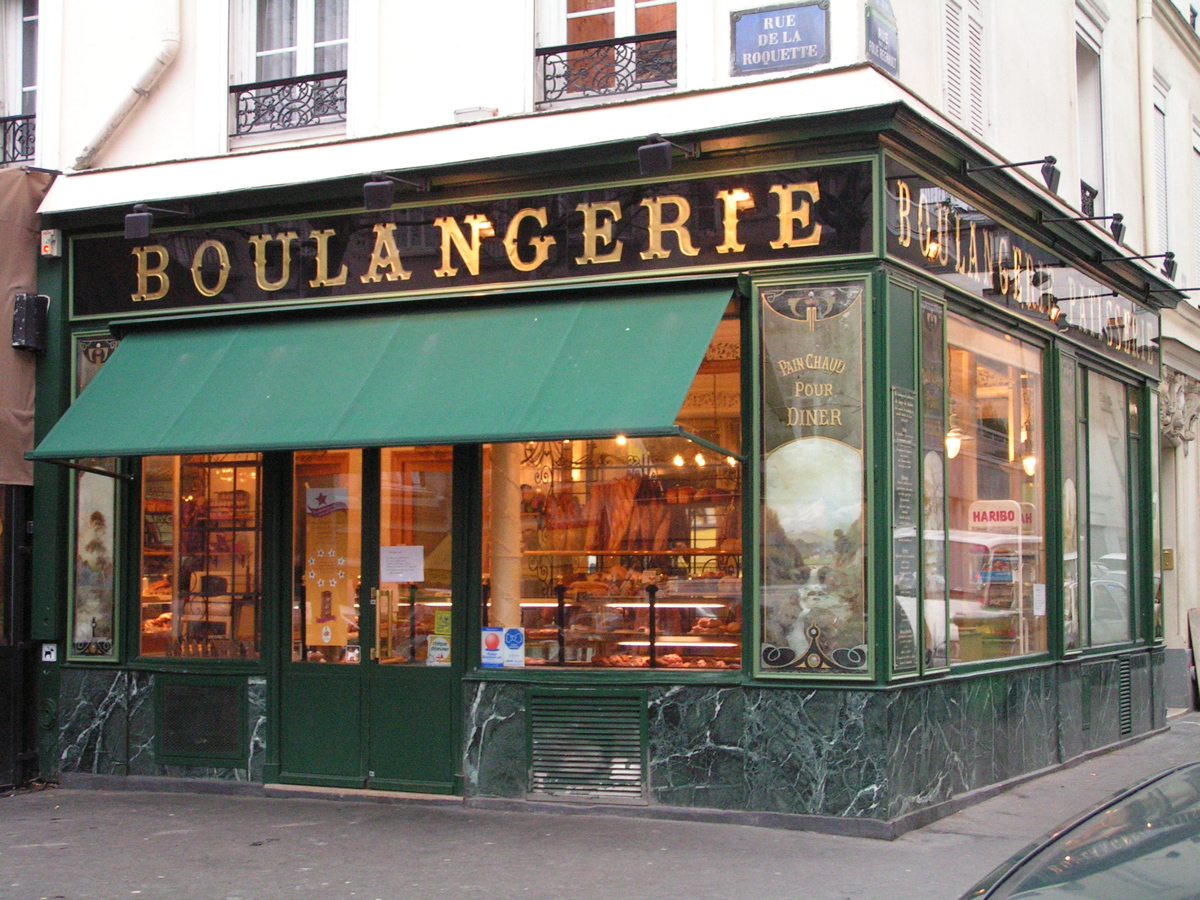
Au no 151 bis, devanture de boulangerie églomisée.